# Bérus
Bérus é uma comuna francesa na região administrativa do País do Loire, no departamento de Sarthe. Estende-se por uma área de 6.73 km². Em 2010 a comuna tinha 454 habitantes (densidade: 67,5 hab./km²).